# SG-1000
SG-1000은 세가에서 1983년 7월 15일 발매한 8비트 가정용 게임기이다. SC-3000과 동시에 발매되었다. 이때 SG는 Sega Game의 약자이다.
SC-3000에서 키보드를 제거하여 가정용 컴퓨터가 아닌 완전한 게임기로서 개발되었다. 하지만 같은날에 발매한 닌텐도의 패밀리 컴퓨터에게 완전히 밀렸다.

## 호환 기종
- SD-G5
- SC-3000
- SC-3000H
- SG-1000 II
- 세가 마스터 시스템(세가 마크 III)
- 오델로 멀티비전:1983년에 츠구다 오리지널에서 만든 SG-1000 라이선스 클론이다. 내장된 게임은 오델로 하나이며, 모델명은 FG-1000과 FG-2000이다.
- SG-1000 기반 아케이드 기판:세가가 1984년에 출시한 아케이드 기판. 발매된 게임은 총 세 개로 각각 챔피언 복싱과 챔피언 프로 레슬링, 도키도키 쳉귄랜드다.
- DINA 2 in One:비트 코퍼레이션이 1986년에 출시한 불법 라이센스 콘솔. 콜레코비전과 SG-1000 게임을 실행할 수 있다.

## 주변 기기
- SF-7000:SG-1000을 컴퓨터로 만드는 키보드 애드온이다.
- 데이터 레코더 SR-1000:SG-1000과 SC-3000을 위한 데이터 레코더다.
- 세가 키보드:SG-1000, SG-1000 II, 세가 마크 III에서 사용 가능한 키보드.

## 사양
- CPU : Z80A 3.58MHz
- RAM : 8kbit (1kByte)
- 그래픽 : TMS9918
  - VRAM : 16kbit (2kByte)
  - 해상도 256*192, 16색, 스프라이트 8*8 32개
- 사운드 : SN76489
  - 모노 4채널(4옥타브 3채널 사운드, 노이즈 1채널)
- 조이스틱 1개 (1P) 본체에 고정
- 조이스틱 접속 단자 1개 (2P)
- 카트리지 슬롯 1개
- 일시정지 버튼
- 확장용 슬롯1개 : 외장형 키보드 SK-1100 접속용

## 후기종

### SG-1000 2
1984년 일본에 발매되었다. SG-1000에서 하드웨어가 변경되어, 본체가 작아졌다.